# Кочев'є
Кочев'є (словен. Kočevje, нім. Gottschee) — поселення в общині Кочев'є, регіон Південно-Східна Словенія, Словенія. Висота над рівнем моря: 465 м.

## Німці в Кочев'є
До Другої світової війни Кочев'є та околиці були здавна заселені німцями, які зберігали німецьку мову та традиції. Перші німецькі поселення у цьому краї виникають близько 1330 року. Переселенці були з Тіроля та Каринтії і говорили особливим діалектом баварської мови.
Зараз нащадки ґотшерів живуть здебільшого в США та Австрії.